# Élections générales portoricaines de 1972
Des élections générales ont eu lieu à Porto Rico le 7 novembre 1972.
Rafael Hernández Colón, du Parti populaire démocrate (PPD), a été élu gouverneur. Le PPD a également remporté la majorité des sièges à la Chambre des représentants et au Sénat. Le taux de participation était de 80,4%.

## Résultats

### Gouverneur
| Candidat                | Parti                             | Votes   | %     |
| ----------------------- | --------------------------------- | ------- | ----- |
| Rafael Hernández Colón  | Parti populaire démocrate         | 658 856 | 48,70 |
| Luis A. Ferré           | Nouveau parti progressiste        | 563 609 | 41,10 |
| Roberto Sánchez Vilella | Parti du peuple                   | 69 964  | 7,10  |
| Noel Colón Martínez     | Parti indépendantiste portoricain | 7 793   | 3,10  |